# Вестал, Стэнли

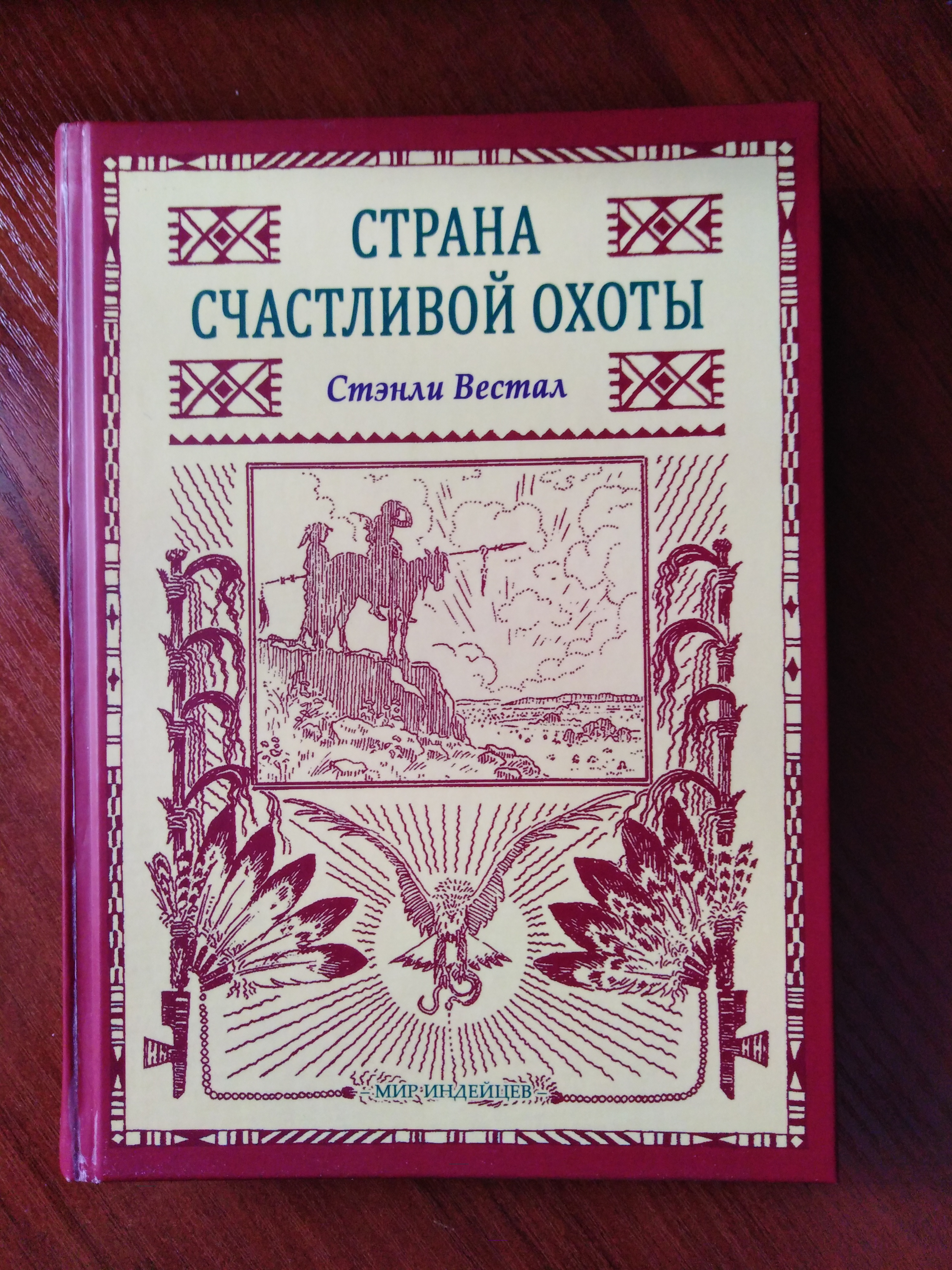
«Страна Счастливой Охоты», книга Стэнли Вестала на русском языке.

Стэнли Вестал (англ. Stanley Vestal; 15 августа 1887 — 25 декабря 1957) — американский писатель, биограф, историк и поэт. Наиболее известен как автор книг о Диком Западе.

## Биография
Стэнли Вестал родился в 1887 году в семье Уолтера Мэллори Вестала и Изабеллы Вуд в городе Севери, штат Канзас. Его отец умер вскоре после его рождения. Его мать позже снова вышла замуж; отчимом Вестала стал Джеймс Роберт Кэмпбелл, первый директор Юго-Западного государственного университета в городе Уэзерфорд, штат Оклахома. Мать Вестала работала учительницей и именно она привила ему вкус к хорошей литературе, его отчим изучал труды историка и этнолога Хьюберта Хоува Бэнкрофта и таким образом, тонкий литературный вкус и глубокий интерес к Дикому Западу сформировались у него ещё в детстве. Семья переехала сначала в город Гатри в 1898 году, а затем в Уэзерфорд в 1903 году.
Уэзерфорд находился недалеко от земель южных шайеннов, и именно это племя первым привило будущему писателю любовь к индейцам Великих равнин, которую он пронёс через всю свою жизнь. Вестал общался со многими выдающимися представителями этого народа, в том числе с Джорджем Бентом, сыном Уильяма Бента, одним из первых американских поселенцев на территории современного штата Колорадо, и Женщины-Совы, дочери хранителя Священных стрел шайеннов. В 1903 году Вестал окончил Юго-Западный университет в Уэзерфорде, он стал первым в Оклахоме, кому присудили стипендию Родса для обучения в Оксфордском университете в Англии. В Оксфорде Вестал получил степень бакалавра искусств и магистра искусств по английскому языку.
С 1911 по 1914 год он преподавал в престижной мужской средней школе города Луисвилла, штат Кентукки. В 1915 году Вестал стал преподавателем английского языка в Университете Оклахомы в городе Норман, где стал известен своими курсами творческого письма. Через два года он женился на Изабелле Джонс. Он временно покидал университет трижды, в качестве капитана артиллерийского полка во время Первой мировой войны, в качестве стипендиата Гуггенхайма с 1930 по 1931 год и в рамках стипендии Рокфеллера в 1946 году.
Стэнли Вестал опубликовал несколько романов, ни один из которых не был признан критиками; его основной вклад лежал в научной литературе. Увлечение фронтиром закрепило его исследования и он опубликовал более двух десятков исторических книг, несколько романов, стихотворений и до ста статей о Диком Западе. Вестал усердно работал, чтобы изменить негативное восприятие американцами индейцев Великих равнин, таких как шайенны и сиу.
Стэнли Вестал умер от сердечного приступа 25 декабря 1957 года в городе Оклахома-Сити. Он был похоронен на национальном кладбище Кастер в округе Биг-Хорн, штат Монтана.

## Избранная библиография

### На русском языке
- «Тропа войны: биография вождя Белого Быка», СПб.: «Первые Американцы», 2018 год[5].
- «Сидящий Бык: защитник народа сиу», СПб.: «Первые Американцы», 2020 год[6].
- «Страна Счастливой Охоты», СПб.: «Первые Американцы», 2021 г.